# 吕尔斯费尔德
吕尔斯费尔德是德国巴伐利亚州的一个市镇。总面积11.20平方公里，总人口807人，其中男性408人，女性399人（2011年12月31日），人口密度72人/平方公里。